# Flughafen Balqasch

i8
i11
i13
Der Flughafen Balqasch (kasachisch Балқаш Әуежайы Balqasch Äujeschajy, IATA-Code: BXH, ICAO-Code: UAAH) ist der Flughafen der Stadt Balqasch in Kasachstan.
Er wird von der JSC "National Airport Balkhash" betrieben.

## Fluggesellschaften und Ziele
SCAT Airlines fliegt von hier nach Almaty und Astana.